# Sternwarte Stuttgart

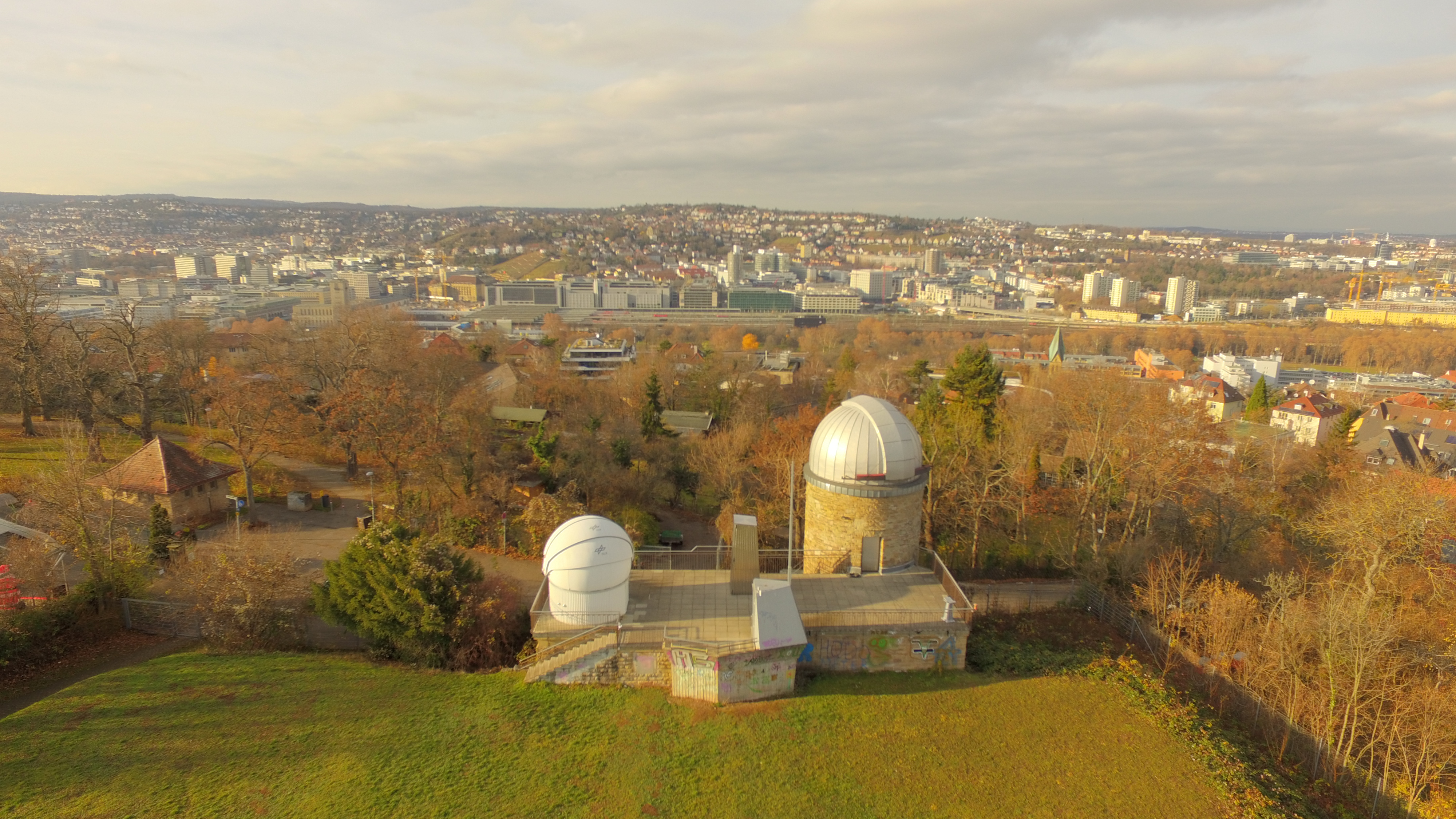
Sternwarte Stuttgart Uhlandshöhe

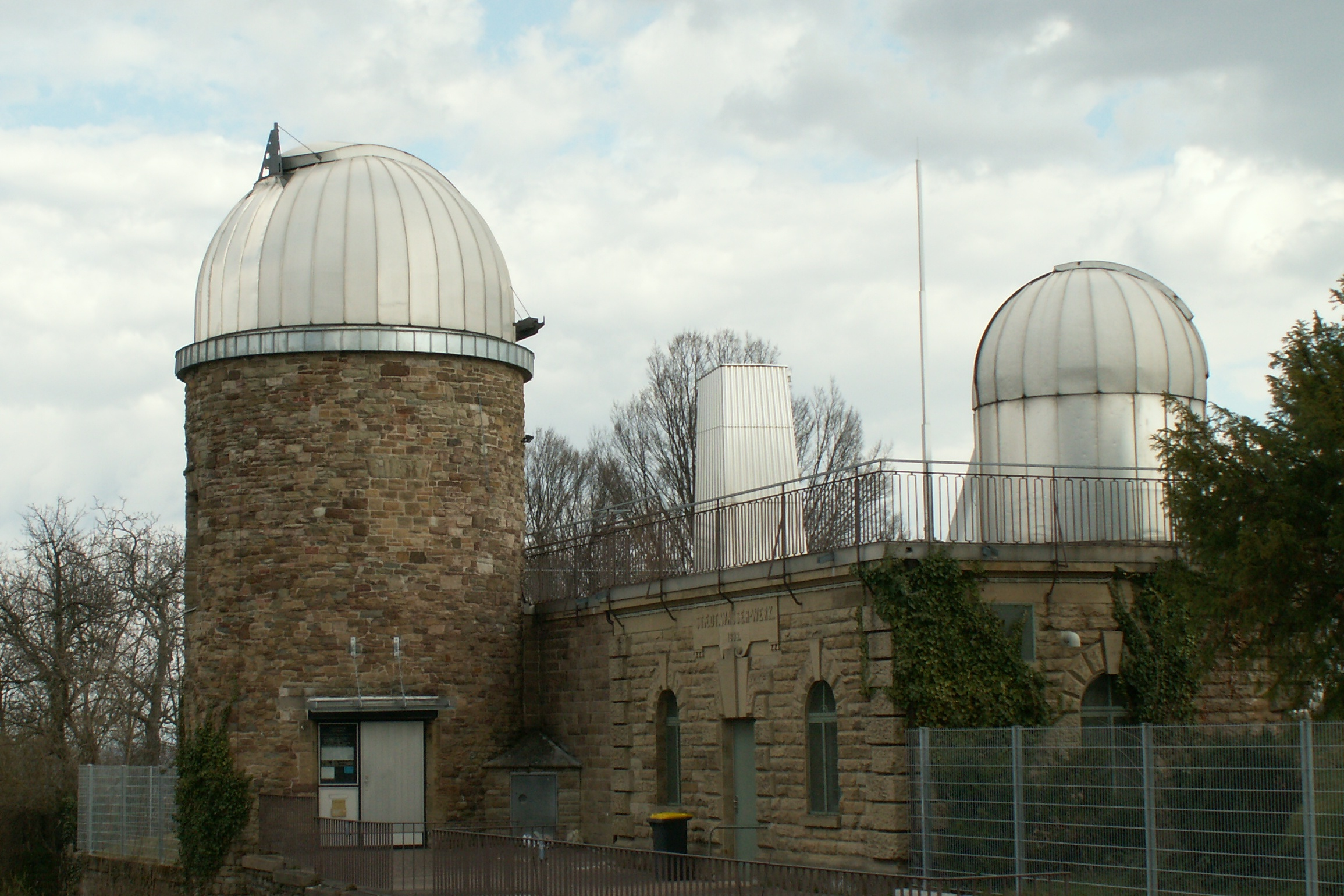
Sternwarte Stuttgart Uhlandshöhe

Die Sternwarte Stuttgart ist eine Anfang des 20. Jahrhunderts erbaute Vereins- und Volkssternwarte. Sie befindet sich inmitten von Stuttgart auf der Uhlandshöhe, direkt neben dem Stadtwasserwerk Stuttgart-Ost auf einer Höhe von 354,4 m ü. NN.
Betrieben wird sie von einer amateurastronomischen Vereinigung.

## Geschichte
Die Sternwarte Stuttgart wird von einem gemeinnützigen Verein unterhalten und von den Vereinsmitgliedern in ehrenamtlicher Tätigkeit betrieben. Auf Betreiben des Astronomen und Schriftstellers Robert Henseling (1883–1964) wurde 1919 der Verein Schwäbische Sternwarte e.V. gegründet und 1920 eingetragen. Vereinsziele laut Satzung sind die Vermittlung und Verbreitung von wissenschaftlichen Erkenntnissen über die Astronomie in der Bevölkerung und die Unterstützung des Stuttgarter Planetariums. Der Verein ist als unmittelbar gemeinnützig anerkannt.
Im Laufe des Jahres 1921 wurde der Turm der Sternwarte u. a. durch den Architekten Wilhelm Jost erbaut. Dies wurde durch Eigenleistungen der Vereinsmitglieder und durch Spenden ermöglicht. Zur Spendenbeschaffung hat beispielsweise auch Albert Einstein Gastvorträge in Stuttgart gehalten. Schon Anfang Januar 1922 nahm die Sternwarte auf der Uhlandshöhe ihren Betrieb auf. Der Führungsbetrieb wurde während des Zweiten Weltkrieges eingestellt, bald nach Ende des Krieges wieder aufgenommen und bis heute fortgesetzt.
Aus dem Kreis der Gründer der Sternwarte Stuttgart heraus wurden unter anderem das Planetarium Stuttgart, die Vereinigung der Sternfreunde VdS und das astronomische Jahrbuch Das Himmelsjahr ins Leben gerufen.
Die Sternwarte bietet regelmäßige öffentliche Himmelsbeobachtungen und astronomische Vorträge an. Neben den öffentlichen Sternführungen befassen sich die Vereinsmitglieder mit astronomischen Beobachtungen, der Astrofotografie sowie mit wissenschaftlichen Aufgabenstellungen wie der Beobachtung und Fotometrie von veränderlichen Sternen sowie der Vermessung von Kleinplaneten und Sternbedeckungen.
Am 10. November 2015 wurden durch Brandstiftung große Teile der Sternwarte, unter anderem die Bibliothek und ein Vortragssaal, zerstört. Die Sternwarte wurde umfassend renoviert und ist seit April 2018 wieder für öffentliche Führungen geöffnet.

## Instrumente
Die Sternwarte Stuttgart verfügt über insgesamt fünf Teleskope, die fest auf der Sternwarte montiert sind. Ein weiteres transportables Teleskop kann bei Bedarf auf der Beobachtungsterrasse aufgestellt werden.
In der großen Kuppel befindet sich ein historischer Refraktor (Achromat) der Fa. Carl Zeiss mit 7″(175 mm) Öffnung und 2,59 m Brennweite. Neben den öffentlichen Führungen wird das Instrument überwiegend zur Überwachung von Sonnenflecken und der Beobachtung von Planeten eingesetzt.
Ein weiterer 7″-Refraktor (Starfire) neuerer Bauart (Apochromat) mit einem Linsendurchmesser von 178 mm und einer Brennweite von 1,650 m, wird bei Führungen zur visuellen Beobachtung und für die Astrofotografie genutzt.
Ein 16"-Newton-Teleskop mit 406 mm Hauptspiegel und einer Brennweite von 1,801 m eignet sich besonders zur Beobachtung von lichtschwachen Objekten, wie Galaxien, Sternhaufen oder planetarischen Nebeln. Darüber hinaus dient es der Beobachtung von Sternbedeckungen, die mittels Videokamera aufgezeichnet und deren Auswertungen an ein japanisches Institut weitergeleitet werden.
Für die Sonnenbeobachtung stehen zwei H-alpha-Teleskope zur Verfügung.